# Джон Вільямс
Джон Ві́льямс (англ. John Williams; 8 лютого 1932) — американський композитор, написав музику до таких відомих фільмів як «Зоряні війни», «Індіана Джонс», «Парк Юрського періоду», «Щелепи», «Сам удома», «Гаррі Поттер» та інші.
Також Вільямс створив музику до чотирьох Олімпіад, безлічі телесеріалів та концертних номерів. З 1980 року по 1993 рік працював диригентом Бостонського Естрадного Оркестру та зараз є його заслуженим диригентом.
Вільямс — п'ятикратний лауреат премії «Оскар» (за музику до фільмів «Скрипаль на даху», «Щелепи», «Зоряні війни. Епізод IV. Нова надія», «Іншопланетянин», «Список Шиндлера»). Також має 54 номінації, що робить його найномінованішим композитором в історії (більше номінацій має тільки Волт Дісней).

## Ранні роки
Джон Вільямс народився 8 лютого 1932 року в місті Нью-Йорк, США. У 1948 році він разом з сім'єю переїхав до Лос-Анджелеса, де вступив до Північно-Голлівудської Вищої Школи. Надалі він відвідував Лос-Анджелеський Каліфорнійський університет та Лос-Анджелеський міський коледж, а також брав приватні уроки у композитора Маріо Кастельнуово-Тедеско. У 1952 році Вільямс був покликаний на службу в ВПС США, де виконував обов'язки аранжувальника та диригента Оркестру ВПС до закінчення служби.
Після закінчення служби в 1954 році Вільямс повернувся до Нью-Йорка, де поступив в Джульярдську школу, в клас фортепіано викладача Розіни Левіної. В ті роки Вільямс також працював джазовим піаністом у багатьох клубах та студіях Нью-Йорку, де виступав спільно з композитором Генрі Манчіні, а також над серією альбомів популярного виконавця Френкі Лейна, як керівник музичної групи.

## Фільмографія

### 1970-ті роки
- 1974 — Шугарлендський експрес
- 1974 — Пекло в піднебессі

### 1980-ті роки
- 1981 — Індіана Джонс: У пошуках втраченого ковчега
- 1984 — Ріка
- 1984 — Індіана Джонс і Храм Долі
- 1988 — Турист мимоволі
- 1989 — Індіана Джонс і останній хрестовий похід

### 1990-ті роки
| Рік  | Фільм                                     | Оригінальна назва                       | Номінації та нагороди                               |
| ---- | ----------------------------------------- | --------------------------------------- | --------------------------------------------------- |
| 1990 | Стенлі і Іріс (фільм)                     | Stanley & Iris                          |                                                     |
| 1990 | Презумпція невинності                     | Presumed Innocent                       |                                                     |
| 1990 | Сам удома                                 | Home Alone                              | Дві номінації на премію Оскар                       |
| 1991 | Капітан Гак                               | Hook                                    | Номінації на премії Оскар та Греммі                 |
| 1991 | Джон Ф. Кеннеді. Постріли в Далласі       | JFK                                     | Номінація на премію Оскар                           |
| 1992 | Сам удома 2: Загублений у Нью-Йорку       | Home Alone 2: Lost in New York          |                                                     |
| 1992 | Далеко-далеко                             | Far and Away                            |                                                     |
| 1993 | Парк Юрського періоду                     | Jurassic Park                           |                                                     |
| 1993 | Список Шиндлера                           | Schindler's List                        | Володар премій Оскар,Греммі та BAFTA                |
| 1995 | Ніксон                                    | Nixon                                   | Номінація на премію Оскар                           |
| 1995 | Сабріна                                   | Sabrina                                 | Дві номінації на премію Оскар                       |
| 1996 | Сплячі                                    | Sleepers                                | Номінація на премію Оскар                           |
| 1997 | Розвуд                                    | Rosewood                                |                                                     |
| 1997 | Сім років в Тибеті                        | Seven Years in Tibet                    |                                                     |
| 1997 | Амістад                                   | Amistad                                 | Номінації на премію Оскар та Греммі                 |
| 1997 | Парк Юрського періоду 2: Загублений світ  | The Lost World: Jurassic Park           |                                                     |
| 1998 | Мачуха                                    | Stepmom                                 |                                                     |
| 1998 | Врятувати рядового Райана                 | Saving Private Ryan                     | Номінації на премії Оскар, Греммі та Золотий Глобус |
| 1999 | Зоряні війни. Епізод I. Прихована загроза | Star Wars Episode I: The Phantom Menace | Номінація на премію Греммі                          |
| 1999 | Прах Анджели                              | Angela's Ashes                          | Номінації на премії Оскар та Греммі                 |

### 2000-ті роки
| Рік  | Фільм                                           | Оригінальна назва                                  | Номінації та нагороди                                                   |
| ---- | ----------------------------------------------- | -------------------------------------------------- | ----------------------------------------------------------------------- |
| 2000 | Патріот                                         | The Patriot                                        | Номінація на премію Оскар                                               |
| 2001 | Штучний розум                                   | А.I.: Artificial Intelligence                      | Номінація на премію Греммі та премію Оскар                              |
| 2001 | Гаррі Поттер та філософський камінь             | Harry Potter and the Philosopher's Stone           | Номінація на премію Греммі та премію Оскар                              |
| 2002 | Злови мене, якщо зможеш                         | Catch Me If You Can                                | Номінація на Оскар                                                      |
| 2002 | Зоряні війни. Епізод II. Атака клонів           | Star Wars Episode II: Attack of the Clones         |                                                                         |
| 2002 | Особлива думка                                  | Minority Report                                    |                                                                         |
| 2002 | Гаррі Поттер і таємна кімната                   | Harry Potter and the Chamber of Secrets            | Номінація на премію Греммі                                              |
| 2004 | Гаррі Поттер і в'язень Азкабану                 | Harry Potter and the Prisoner of Azkaban           | Номінація на премію Греммі та премію Оскар                              |
| 2005 | Зоряні війни. Епізод III. Помста ситхів         | Star Wars Episode III: Revenge of the Sith         | Дві номінації на премію Греммі                                          |
| 2005 | Війна світів                                    | War of the Worlds                                  | Номінація на премію Греммі                                              |
| 2005 | Мемуари гейші                                   | Memoirs of а Geisha                                | Володар премій Греммі, BAFTA, Золотий Глобус, номінація на премію Оскар |
| 2005 | Мюнхен                                          | Munich                                             | Володар премії Греммі, номінація на премію Оскар                        |
| 2008 | Індіана Джонс і королівство кришталевого черепа | Indiana Jones and the Kingdom of the Crystal Skull |                                                                         |
| 2013 | Книжковий злодій                                | The Book Thief                                     |                                                                         |
| 2017 | Секретне досьє                                  | The Post                                           |                                                                         |